# آب‌انبار رستم‌آباد
آب‌انبار رستم‌آباد مربوط به سده‌های متأخر دوران‌های تاریخی پس از اسلام است و در شهرستان گرمسار، بخش آرادان، دهستان کهن‌آباد، روستای رستم‌آباد، نرسیده به مسجد واقع شده و این اثر در تاریخ ۲۲ آبان ۱۳۸۶ با شمارهٔ ثبت ۲۰۱۵۹ به‌عنوان یکی از آثار ملی ایران به ثبت رسیده‌است.